# 350er
Portal Geschichte | Portal Biografien | Aktuelle Ereignisse | Jahreskalender | Tagesartikel

◄ |
3. Jh. |
4. Jahrhundert
| 5. Jh. | ►

◄ |
320er |
330er |
340er |
350er
| 360er | 370er | 380er | ►

350 |
351 |
352 |
353 |
354 |
355 |
356 |
357 |
358 |
359

## Ereignisse
- 350: Die Hunnen tauchen in Persien auf.
- 352: Das Elsass und die Pfalz werden durch die Franken und Alamannen besetzt. Über 40 römische Städte werden dabei zerstört.
- 357: Der spätere Kaiser Julian besiegt die Alamannen in der Schlacht von Argentoratum.